# PGC 3089431
LEDA/PGC 3089431 ist eine Galaxie im Sternbild Haar des Berenice am Nordsternhimmel. Sie ist schätzungsweise 843 Millionen Lichtjahre von der Milchstraße entfernt und hat einen Durchmesser von etwa 135.000 Lichtjahren.
Im selben Himmelsareal befinden sich u. a. die Galaxien NGC 4494, IC 3308, PGC 89607, PGC 3089433.